# Длиннохвостый кустарниковый топаколо
Длиннохвостый кустарниковый топаколо (лат. Melanopareia maranonica) — вид птиц из монотипического семейства Melanopareiidae. Подвидов не выделяют. Распространён в Эквадоре и Перу.

## Описание
Длиннохвостый кустарниковый топаколо — небольшая птица длиной 16 см и массой 23 г (одна самка). Лоб, макушка и затылок черновато-серого цвета. Тонкая бровь песочного цвета. Спина и надхвостье мышиного цвета. Горло белого или светло-охристого цвета с более тёмным охристым налётом по бокам. Грудь и брюхо каштанового цвета. Между горлом и грудью проходит чёрная поперечная полоса в форме полумесяца. От основания клюва начинается чёрная «маска», в начале тонкая, расширяется к глазу и достигает щёк, и далее проходит по бокам шеи. Клюв черноватый, ноги розоватые, радужная оболочка тёмно-коричневая.
Песня представляет собой серию нот «tu tu-tu-tu'tu'tu'tu'tu'tu'tu'tu».
Биология не описана.